# Хлопиці (гміна)
Гміна Хлопиці (пол. Gmina Chłopice / ґміна Хлопіце) — сільська гміна у східній Польщі. Належить до Ярославського повіту Підкарпатського воєводства.
У 1975–1998 роках гміна була в Перемишльському воєводстві. 
Станом на 31 грудня 2011 у гміні проживало 5617 осіб.

## Солтиства
- Боратин
- Добковичі
- Заміхів
- Лівці
- Людків
- Хлопичі
- Янковичі

## Площа
Згідно з даними за 2007 рік площа гміни становила 49.11 км², у тому числі:
- орні землі: 90.00%
- ліси: 3.00%

Таким чином, площа гміни становить 4.77% площі повіту.

## Населення
Станом на 31 грудня 2011:
| Опис     | Загалом | Загалом | Чоловіки | Чоловіки | Жінки | Жінки |
| -------- | ------- | ------- | -------- | -------- | ----- | ----- |
| одиниця  | осіб    | %       | осіб     | %        | осіб  | %     |
| все      | 5617    | 100     | 2803     | 49.90    | 2814  | 50.10 |
| міське   | 0       | 100     | 0        |          | 0     |       |
| сільське | 5617    | 100     | 2803     | 49.90    | 2814  | 50.10 |

## Історія
Об'єднана сільська гміна Хлопиці Ярославського повіту утворена 1 серпня 1934 року з дотогочасних гмін сіл:
- Боратин
- Хлопиці
- Цємєжовіце
- Добковіце
- Дмитровичі
- Янковіце
- Кашице
- Рокєтніца
- Тапін
- Замєхув

## Сусідні гміни
Гміна Хлопіце межує з такими гмінами: Орли, Радимно, Розьвениця, Рокитниця, Ярослав.